# إيما دونوغيو
إيما دونوغيو (بالإنجليزية: Emma Donoghue)‏، كاتبة مسرحية وأديبة تاريخية وروائية أيرلندية-كندية ، ولدت في دبلن 24 أكتوبر عام 1969م في أيرلندا.

## أعمال بارزة
- رواية الغرفة 2010
- رواية القلنسوة
- رواية الخطاب المغلق[6]

## روابط خارجية
- إيما دونوغيو على موقع IMDb (الإنجليزية)
- إيما دونوغيو على موقع مونزينجر (الألمانية)
- إيما دونوغيو على موقع ميوزك برينز (الإنجليزية)
- إيما دونوغيو على موقع قاعدة بيانات الفيلم (الإنجليزية)